# Eucereon relegatum
Eucereon relegatum är en fjärilsart som beskrevs av William Schaus 1911. Eucereon relegatum ingår i släktet Eucereon och familjen björnspinnare. Inga underarter finns listade i Catalogue of Life.